# 长果姜
长果姜（学名：Siliquamomum tonkinense）为姜科长果姜属下的一个种。